# Cruyff Court

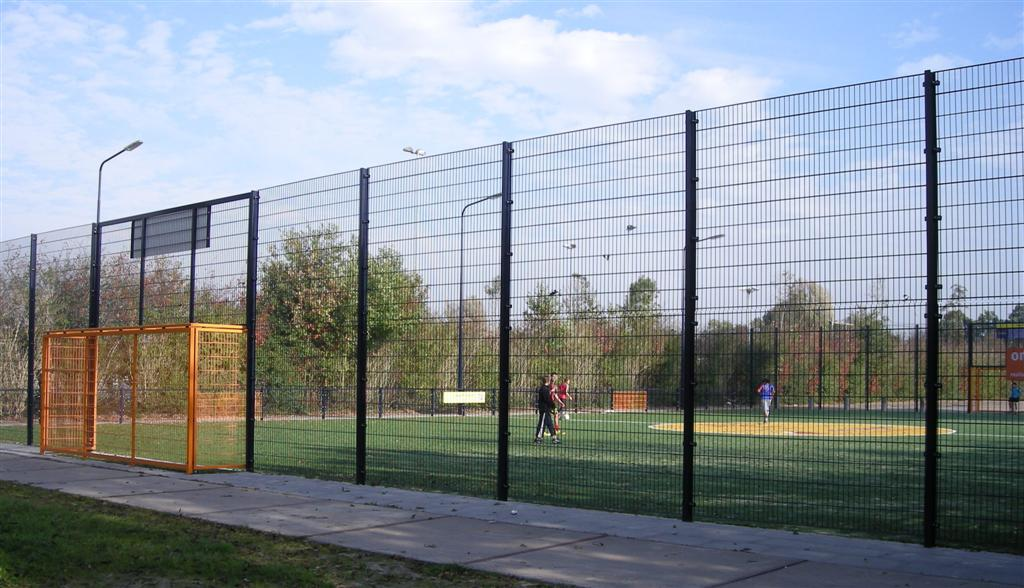
Cruyff Court in woonwijk De Greiden (Heerenveen)

Een Cruyff Court is een klein voetbalveld van kunstgras. De Courts zijn een project van de Johan Cruyff Foundation waarvan Johan Cruijff een van de oprichters is. Het eerste was het Cruyff Court Aron Winter Veld in Lelystad. Sinds 2003 mag het Talent van het Jaar een locatie kiezen voor een nieuw court.
Hoewel in de eerste plaats gericht op voetbal, beschouwt de Foundation het als een pre als er ook andere sporten en spelen plaatsvinden. Verder is het normale Cruyff Court uitdrukkelijk bedoeld als wijkvoorziening: bij de aanvraag wordt gevraagd naar inbedding in de wijk. Die inbedding geldt ook zo veel mogelijk voor de aangepaste Cruyff Courts, maar die worden aangelegd in samenspraak met een instelling voor jeugd met een beperking.

## Eigenschappen
Een Cruyff Court wordt gewoonlijk in een Nederlandse of Caribisch-Nederlandse woonwijk aangelegd en is bedoeld voor sport en sportiviteit. Het veld is met 42 bij 28 meter veel kleiner dan een normaal voetbalveld. Ter vergelijking: het strafschopgebied bij een UEFA Champions League-veld is al 40 bij 16,5 meter. Zowel in de lengte als in de breedte is zo'n veld ongeveer 2,5 keer zo groot als een court, en in oppervlakte dus ruim zes keer zo groot. Het court is groen van kleur, behalve de middencirkel; die is donkergeel opgevuld, met daarop in donkerpaars en oranje het logo van de CCKV. De doelen zijn oranje en de hekken blauw.
De Johan Cruyff Foundation beschouwt de sociale inbedding als een wezenlijk onderdeel van de courts. Daarom zijn bankjes verplicht langs de rand van het veld, en moeten hekken ruzie met omwonenden voorkomen. Verder krijgen het maatschappelijk draagvlak en de noodzaak veel aandacht in de checklist die aspirant-gemeenten moeten invullen. Daarin wordt onder andere gevraagd naar de achtergrond van de wijk, toezicht, nabijheid van scholen en multiculturele samenstelling, overige sportvoorzieningen en ook naar achterstandskenmerken van de wijk. De eerste vraag van de checklist: ligt de locatie midden in de wijk?

## Geschiedenis
In 2003 werden de eerste Cruyff Courts aangelegd en eind 2007 waren dat er 70. In januari 2019 opende bondscoach Ronald Koeman het 250e in de buurt van Barcelona, de plaats waar hijzelf onder coach Johan Cruyff voetbalde. In 2021 was het gegroeid naar 275.
Landen buiten Nederland met een Cruyff Court zijn onder andere België, Denemarken, Spanje, Polen, Groot-Brittannië, Marokko, de Verenigde Staten en Japan. Er zijn 60 aangepaste courts.

## Bijzondere velden

### Madurodam
Speciaal is het Madurodam Veld in Den Haag, niet alleen omdat er een miniatuurversie van bestaat, maar ook omdat het gecombineerd is met de playground van de Richard Krajicek Foundation. Het maakt deel uit van een sportcomplex, scholen in de omgeving nemen deel in de activiteiten.

### Jeugd met een beperking
Inbegrepen bij de Cruyff Courts zijn er aangepaste velden voor jeugd met een beperking. Deze liggen bij revalidatiecentra en speciale scholen en zijn aangepast aan de gebruikersgroep. Voor het aanpassen aan de speciale wensen van de instellingen is er samenwerking met de Rietveld Academie; Vanaf 2008 kunnen studenten inventieve oplossingen aandragen voor aangepaste courts.

### Playground Almere
Het FC Omniworld Veld in Almere stad, is een van de drukst bezochte veldjes van de Johan Cruyff Foundation. Dit komt door het feit dat het deel uitmaakt van een grote playground: "Het Clarence Seedorfplein", waar onder meer twee basketbal-, drie tennis-, een jeu de boules-, en twee voetbalvelden liggen. Door continue aanwezigheid van sport- en jongerenwerkers is de grootste playground van Europa ook een van de meest succesvolle.

### Bartiméus
Op 22 mei 2007 werd Cruyff Court Oranje Veld Zeist geopend bij Bartiméus, een woon-, leer- en werkgemeenschap voor visueel gehandicapten. Dit was het eerste aangepaste veld, maar het is voor iedereen in Zeist toegankelijk. Dit court heeft extra lijnen voor goalball, een werpspel dat met een rinkelbal gespeeld wordt. Verder zijn er contrasterende kleuren gebruikt: de uitloopruimte en de hekken zijn blauw en de lijnen geel. Voor het goalball kunnen langs de lange kanten goals geplaatst worden.

## Financiering en realisering

### Verplichte partners
Dankzij het Hattrick Programme van de UEFA kon de CCKV opgezet worden. Hattrick stelt aan de nationale voetbalbonden geld ter beschikking voor het aanleggen van kunstgrasvelden. Waar een veld gewenst is, draagt de gemeente mogelijke locaties aan, alsmede een checklist van voors en tegens, en intentieverklaringen van BVO's of voetbalverenigingen. Op een bouwrijp terrein kost de aanleg van een veld met de voorzieningen ongeveer een ton; de Foundation draagt 35.000 euro bij. De overige kosten zijn voor rekening van de gemeente. De CCKV eist dan jaarlijks minstens twee grote evenementen.
Andere vaste partners:
- Koninklijke Ten Cate voor het kunstgras.
- Nederlands Instituut voor Sport en Bewegen (NISB) voor projectbegeleiding.
- Onderzoeks- en keuringsbedrijf ISA Sport voor de technische kwaliteit van het veld.
- W.J.H. Mulierinstituut voor langetermijn-onderzoek naar de invloed van de courts op het leefklimaat in de wijk.

### Overige partners
Na velden in Amsterdam, Eindhoven en Rotterdam is het Oranje Veld Zeist het vierde dat geschonken is door het Nederlands voetbalelftal. De aanduiding Oranje verwijst daarnaar, zoals de benaming Aron Winter Veld verwijst naar de sponsor van dat veld in woon- en geboorteplaats Lelystad. Dennis Bergkamp liet aan het eind van zijn carrière een terrein aanleggen in de Londense district Islington.
Elk Nederlands Talent van het Jaar kan een locatie aanwijzen voor een nieuw veld. Arjen Robben, Klaas-Jan Huntelaar en Wesley Sneijder kozen hun geboorteplaatsen Bedum, Hummelo en Utrecht. In 2008 is het Ibrahim Afellay Veld aangelegd in Al Hoceima, Marokko, waar zijn familie van oudsher woont. Hiervoor is samenwerking gezocht met de Stichting MaroquiStars.
Nog eens 22 courts zijn grotendeels geschonken door clubs uit het betaald voetbal en liggen in hun speelstad. In totaal zijn dus minstens 32 velden gefinancierd door het professionele voetbal. Als in de naam alleen een stad of wijk is vermeld, dan is de gemeente gewoonlijk een van de grootste geldschieters.